# Traditionele Chinese opvatting over de oudste Chinese geschiedenis
De traditionele Chinese geschiedsopvatting over de oudste Chinese geschiedenis beschrijft de pre-dynastieke Chinese geschiedenis zoals die is overgeleverd in de traditionele Chinese historiografie. Zij is gebaseerd op een combinatie van legendes, mythische overleveringen en echo's van daadwerkelijk plaatsgevonden gebeurtenissen. Hun herkomst was divers. Pas vanaf de tweede eeuw v.Chr. zijn zij op systematische wijze samengevoegd. Geschiedenis diende in China vooral als voorbeeld en als spiegel voor de overheidsfunctionarissen van dat moment. Daarom werden de samenvoegingen voortdurend aangevuld. Dit gebeurde door toevoeging van steeds nieuw materiaal, dat vervolgens weer verder in de tijd terug werd geprojecteerd. In het algemeen geldt hoe recenter de historische bron, hoe langer en gedetailleerder de daarin beschreven pre-dynastieke periode is.

## Ontstaan van de traditionele opvatting
De overgeleverde legendes, mythische overleveringen en gebeurtenissen zijn vanaf de tweede eeuw v.Chr. op systematische wijze samengevoegd. Daarbij werden de overleveringen 'gehistoriseerd'. Dit wil zeggen dat ze binnen een bureaucratisch bestuurssysteem werden geplaatst, zoals dat vanaf de tweede eeuw v.Chr. bestond. Die bestuursstructuur werd vervolgens teruggeprojecteerd naar een pre-dynastieke periode.
Goden en (al dan niet mythische) clanleiders werden zo teruggebracht tot heersers, omringd met ministers, ambtenaren en raadgevers. Demonen werden tot leiders van vijandelijke stammen of tot opstandige aanvoerders gemaakt. Volgens de confucianistische traditie was China vanaf het eerste moment een keizerlijke eenheidsstaat. Dit sloot een gelijktijdig bestaan van keizers uit. De tot keizers 'gehistoriseerde' goden en (mythische) clanleiders konden dan ook niet naast elkaar worden geplaatst, maar werden achter elkaar gezet. Ook de keizerlijke bestuursvorm van de tweede eeuw v.Chr. werd, compleet met bureaucratie, teruggeprojecteerd. Door al deze bewerkingen leek het alsof de ontwikkeling van de Chinese cultuur een continu en centraal bepaald proces was, waaraan door heersers vanaf het eerste moment steeds nieuwe elementen werden toegevoegd. Vanaf de Han-dynastie werden deze, achteraf ontwikkelde, causale verbanden ook nog eens voorzien van een chronologie, zodat ze in een (pseudo)-historische traditie konden worden geplaatst. Omdat voortdurend nieuw materiaal werd toegevoegd, werd de pre-dynastieke periode steeds langer. Pas onder de Song-dynastie kwam aan dit verschijnsel een einde. Door dit alles is het onderscheid tussen feit en fictie binnen de traditionele Chinese geschiedsopvatting over hun eigen vroegste oudheid buitengewoon ingewikkeld geworden.
Hoewel men vanaf de Song-dynastie ongerijmdheden vond in de traditionele historische bronnen, werd tot aan de Qing-dynastie niet getwijfeld aan de feitelijkheid van de in die bronnen beschreven gebeurtenissen. In de tweede helft van de 17e eeuw ontstond in China een denkrichting die door middel van filologisch, taalkundig en historisch onderzoek de oorspronkelijke betekenis van de Confucianistische Klassieken opnieuw wilde ontdekken. Deze richting wordt de School van de Tekstkritiek (Kaoju Xue) genoemd, Zij staat ook bekend als 'Empirische School' (Kaozheng Xue) of 'School van de Han-studiën' (Han Xue). Voor de interpretatie van de oudste geschiedenis was vooral het resultaat van Yan Ruoqu (閻若璩, 1636-1704) van belang. Hij toonde aan dat de 26 oude tekst-hoofdstukken van de belangrijkste traditionele bron voor de Chinese oudheid, het Boek der Documenten, vervalsingen waren uit de 4e eeuw na Chr.
Toen na 1912 ook in China westerse opvattingen over geschiedschrijving bekend raakten, ontstond er een richtingenstrijd over het vraagstuk van de bruikbaarheid van de traditionele bronnen. Tegenover een 'School van het Geloof in de Oudheid' (xingupai, 信古派), die de traditionele visie van feitelijkheid wilde blijven volgen, ontstond een 'School van de Twijfel aan de Oudheid' (yigupai, 疑古派). Onder leiding van Gu Jiegang probeerde deze sceptische richting de traditionele historische bronnen systematisch te ontdoen van latere toevoegingen. Dit gebeurde via een 'driehoeksmeting', elke passage werd nauwgezet vergeleken met andere klassieke werken en met de op dat moment voorhanden archeologische vondsten. De resultaten werden gepubliceerd in de zevendelige Gushi Bian. Veel Chinese historici zijn er sindsdien van overtuigd dat alle niet historische delen uit de oude bronnen effectief zijn verwijderd. Voor hen kunnen de schriftelijke bronnen het uitgangspunt blijven vormen voor de studie van de pre-dynastieke periode, ondanks het feit dat ze pas duizend jaar na de beschreven gebeurtenissen zijn samengesteld. Zij beschouwen die schriftelijke bronnen dan ook als primaire basis voor het archeologisch onderzoek. Officieel geldt het primaat van de schriftelijke bronnen boven de archeologie. Veel westerse wetenschappers staan sceptisch tegenover deze visie. De in de bronnen beschreven gebeurtenissen kunnen volgens hen slechts worden bevestigd door onafhankelijk archeologisch onderzoek, dat niet vooraf is beïnvloed door de traditionele schriftelijke bronnen.

## Verloop van de pre-dynastieke geschiedenis volgens de traditionele opvatting
Volgens de traditionele Chinese opvatting leefden de mensen oorspronkelijk op primitieve wijze in een ongeordende oerstaat: 

In de oertijd was er nog geen morele of maatschappelijke ordening. De mensen kenden slechts hun moeder, niet hun vader. Hongerig zochten zij naar voedsel; als ze verzadigd waren, gooiden ze de rest weg. Zij vraten hun voedsel met huid en haar, zij dronken het bloed en hulden zich in huiden en riet.
Uit: het 'Grote Commentaar' (dazhuan, 大傳) van de I Tjing, in de vertaling van Richard Wilhelm, p. 229.

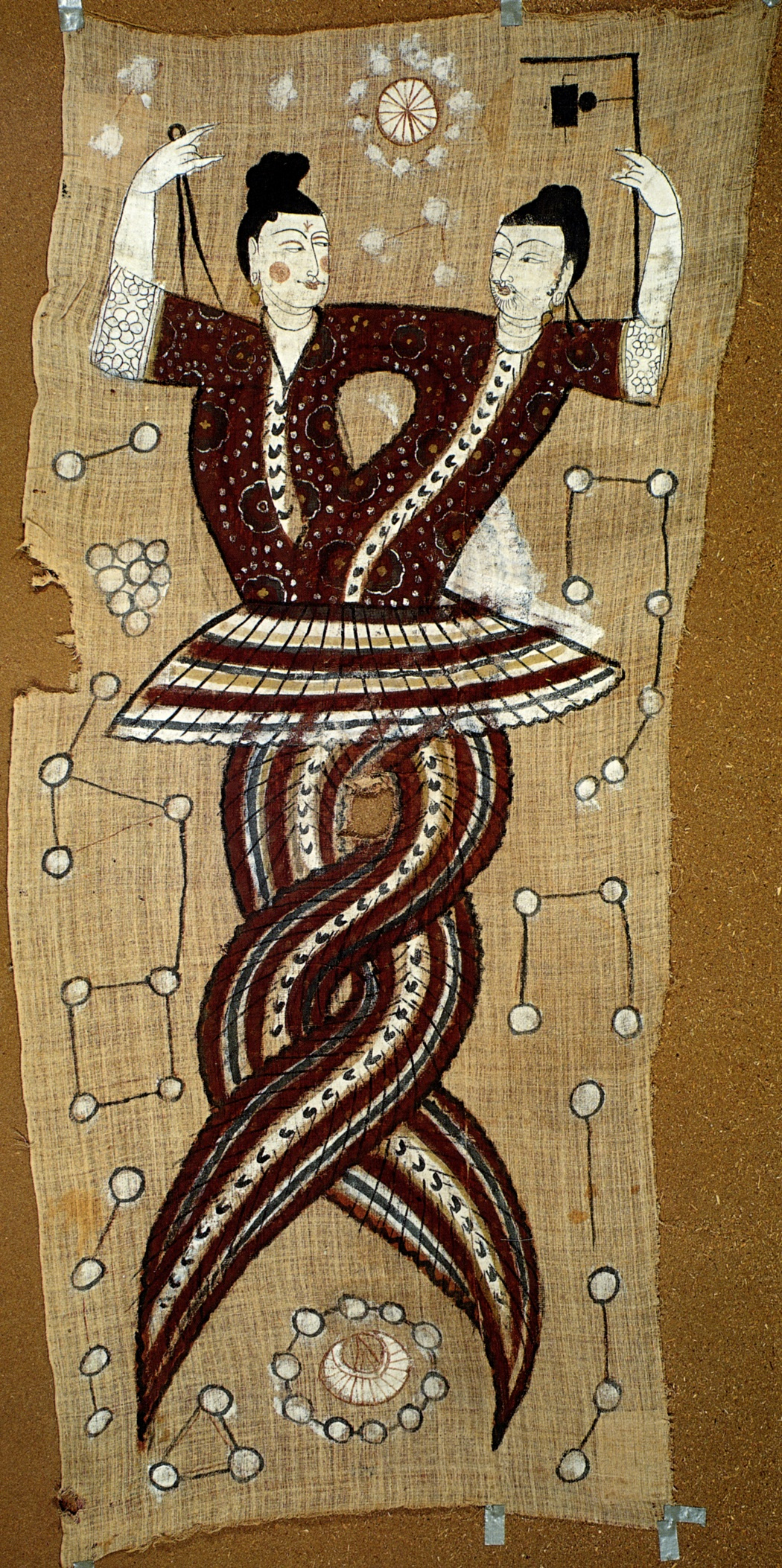
Fuxi en zijn zus/echtgenote Nüwa, twee van de 'Drie Verhevenen', afgebeeld als twee ineengekronkelde slangen met in hun handen een passer en een winkelhaak

De duur van deze oerstaat werd niet nader bepaald. Vanaf een zeker moment werd aan de nog primitief levende bevolking stapsgewijs de Chinese beschaving bijgebracht. Dit gebeurde eerst door mythische cultuurhelden zoals Youchao en Suiren en vervolgens door (mythische) heersers, die (eveneens mythische) cultuurhelden in dienst hadden. In de Shujing staan aan het begin van de geschiedenis twee van die heersers vermeld, Yao (尧) en Shun (舜). Zij staan, samen met Yu (de stichter van de Xia dynastie) in de latere historiografie bekend als de 'Drie Volmaakte Koningen' (san wang, 三王). Vanaf de tweede eeuw v.Chr. nam het aantal in de bronnen genoemde heersers toe. In de Shiji staan er reeds vijf vermeld, beginnend met Huangdi. In de bewerking van de Shiji door Sima Zhen uit de achtste eeuw staan er acht vermeld, die gezamenlijk werden aangeduid als de 'Drie Verhevenen' (sanhuang, 三皇) en de 'Vijf Oerkeizers' (wudi, 五帝). Zij werden in de overleveringen terzijde gestaan door een wisselend aantal 'oer-uitvinders', die in de bronnen vaak 'minister' werden genoemd. Er zijn diverse lijsten met namen van Verhevenen en Oerkeizers overgeleverd, die onderling nogal van elkaar verschillen. Dit kwam doordat de mythen, legenden of herinneringen aan historische gebeurtenissen afkomstig waren uit verschillende regio's en onder invloed stonden van diverse filosofische richtingen. Ondanks al deze verschillen bleven de getallen drie en vijf als constanten aanwezig. Dat had te maken met de leer van de Vijf Elementen, de dominante kosmologische visie tijdens de Han-dynastie. Aan elk van de vijf elementen werd een Oerkeizer gekoppeld. Gedurende de Hantijd werd de volgorde van de vijf elementen gewijzigd, zodat vóór de vijf oerkeizers nog eens drie heersers werden geplaatst. Dit waren de 'Drie Verhevenen'. Later werd aan deze heersers een chronologie toegevoegd. De grondslag hiervoor werd gelegd door Liu Xin. Dit was echter niet meer dan pseudo-geschiedenis, omdat hij zich baseerde op kosmologische berekeningen en niet op daadwerkelijk plaatsgevonden gebeurtenissen.
Volgens de tradities volgde op de periode van de 'Drie Verhevenen en de Vijf Oerkeizers' die van de 'Drie Dynastieën' (san dai, 三代). Dit waren de Xia, Shang en Zhou-dynastie. Door Confucius werd de periode van de beide laatste Oerkeizers (net als de regeerperiodes van de stichters van de Xia en Zhou-dynastie) gezien als een gouden tijd. Naarmate men meer naar de eigen tijd kwam, raakte men steeds verder van die volmaaktheid verwijderd. Dit blijkt uit de titels van de heersers die in de door Zhou (en Han) bepaalde historiografie staan vermeld. De Drie Verhevenen werden Huang (皇, Verhevene) genoemd, de Vijf Oerkeizers Di (帝, Keizer), terwijl de heersers van de Zhou dynastie zichzelf slechts Wang (王, Koning) noemden.

## De Drie Verhevenen
Er bestaan verschillende lijsten van 'Drie Verhevenen'. Een belangrijke bron daarvoor is Huangba (皇霸), het eerste hoofdstuk van de Fengsu tongyi (風俗通義), een door Ying Shao (應劭, ca. 140-ca. 206) in de tweede eeuw na Chr. samengesteld werk over folklore.
De meest genoemde 'Drie Verhevenen' zijn:
| Naam     | Volgorde in: Shiji (in bewerking door Sima Zhen) | Volgorde in: Shangshu Dazhuan Baihu tongyi (白虎通義); Lihan wenjia (禮含文嘉) | Volgorde in: Baihu tongyi (白虎通義); Liji | Volgorde in: Shujing (in bewerking door Kong Anguo, (孔安國); Diwang shiji (帝王世紀) |
| -------- | ------------------------------------------------ | ------------------------------------------------------------------------------ | ------------------------------------------ | ------------------------------------------------------------------------------------- |
| Suiren   |                                                  | 1 (3)                                                                          |                                            |                                                                                       |
| Fuxi     | 1 (als paar)                                     | 2 (1)                                                                          | 1                                          | 1                                                                                     |
| Nüwa     | 1 (als paar)                                     |                                                                                |                                            |                                                                                       |
| Zhurong  |                                                  |                                                                                | 2                                          |                                                                                       |
| Shennong | 2                                                | 3 (2)                                                                          | 3                                          | 2                                                                                     |
| Huangdi  | 3                                                |                                                                                |                                            | 3                                                                                     |

Ook Gonggong, een demon uit de traditie van de zuidelijke staat Chu die verantwoordelijk wordt gehouden voor overstromingen, wordt soms gerekend tot de 'Drie Verhevenen'.
De drie vorsten regeerden na de dood van Pan Gu (die zelf uit een 'ei' geboren was, dat zich gedurende 18.000 jaar had ontwikkeld):
- de eerste was de kronkelige 'Heer van de Hemel', een twaalfkoppige, lange slang met de poten van een roofdier. De Heer van de Hemel woonde in het noordwesten van China in het Kunlun-gebergte en regeerde 18.000 jaar.
- de tweede was de 'Heer van de Aarde', met hetzelfde uiterlijk als zijn voorganger, die leefde in de 'Drakenpoortbergen'. Hij regeerde eveneens 18.000 jaar.
- de derde was de 'Heer van de Mensen'. Hij vestigde zich in Xing Ma (mogelijk in Sichuan). Hij was de heerser van het  eerste van de 'Tien Tijdperken', volgens het werk van de 9e-eeuwse geschiedschrijver Sima Zhen, die zich baseerde op verloren gegane oude bronnen. In de periode van de Tien Tijdperken bekwaamden de mensen zich in de jacht en de landbouw. Shennong, 'Heer van de Aarde', leerde in het 'Negende Tijdperk' de mensen ploegen en gewassen oogsten. Shennong werd net als Fu Xi in de Han-tijd tot 'historische' vorst omgevormd.

## De Vijf Oerkeizers
De meest genoemde 'Oerkeizers' zijn:
| Naam                                                | Shiji; Shiben (世本); Dadaiji (大戴記) | Shujing (in bewerking door Kong Anguo, (孔安國); Diwang shiji (帝王世紀) |
| --------------------------------------------------- | -------------------------------------- | ------------------------------------------------------------------------ |
| Huangdi 2698-2597 v.Chr.                            | 1                                      |                                                                          |
| Shaohao (2597-2513 v.Chr.)                          |                                        | 1                                                                        |
| Zhuanxu 2597-2435 v.Chr. (ook wel 2513-2435 v.Chr.) | 2                                      | 2                                                                        |
| Diku 2435-2357 v.Chr. ook wel 2435-2365 v.Chr.      | 3                                      | 3                                                                        |
| Yao 2357-2255 v.Chr.                                | 4                                      | 4                                                                        |
| Shun 2255-2205 v.Chr.                               | 5                                      | 5                                                                        |

De aangegeven jaartallen zijn die volgens de traditionele Chinese chronologie. Die gaat terug op de berekeningen van Liu Xin. Hier is sprake van een pseudo-chronologie. Liu Xin baseerde zich op kosmologische berekeningen en niet op feitelijke gebeurtenissen. De jaartallen blijven echter tot op de dag van vandaag een belangrijke rol spelen bij het Chinese besef van de hoge ouderdom van hun cultuur. Zij worden zelfs gebruikt als bewijs voor de historische realiteit van die heersers, die vanaf de vroegste tijden een Chinees eenheidsrijk zouden hebben bestuurd.

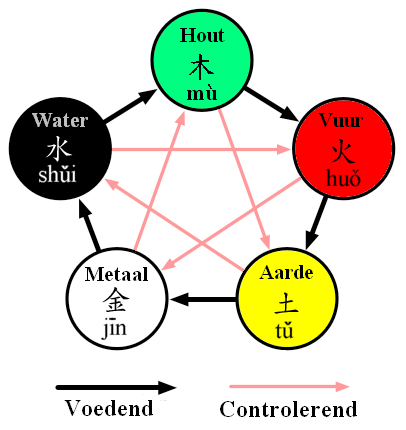
De leer van de Vijf Elementen. Hier is de 'voedende cyclus' van belang.

Een sterk afwijkende lijst van 'Oerkeizers' is te vinden in juan 6, het hoofdstuk over de kalender in de Liji en in de Chuci Zhangju (楚辭章句), het commentaar van Wang Yi (王逸) op de Chuci (楚辭, de 'Liederen van Chu'). Hier werd, onder invloed van de leer van de Vijf Elementen, aan elk seizoen een oerkeizer, een kleur en een windrichting toegekend:
| Positie                 | Naam          | Kleur         | Windrichting | Element |
| ----------------------- | ------------- | ------------- | ------------ | ------- |
| 1 (lente)               | Taihao        | groen (blauw) | oost         | hout    |
| 2 (zomer)               | Yandi / Chidi | rood          | zuid         | vuur    |
| 3 (midden van het jaar) | Huangdi       | geel          | centrum      | aarde   |
| 4 (herfst)              | Shaohao       | wit           | west         | metaal  |
| 5 (winter)              | Zhuanxu       | zwart         | noord        | water   |

Taihao, Yandi (de Vlammenkeizer), Shaohao en Zhuanxu worden in sommige mythen de Vier Keizers genoemd. Zij kwamen in opstand tegen Huangdi en werden uiteindelijk door hem verslagen.

## De Drie Volmaakte koningen
De (enige) twee in de Shujing genoemde 'oerkeizers', Yao en Shun, vormden in de latere historiografie samen met Yu, de stichter van de Xia-dynastie de 'Drie Volmaakte Koningen' (san wang, 三王). Hoewel ze voor latere heersers en functionarissen nauwelijks te evenaren waren, moesten zij volgens het Confucianisme toch zo veel mogelijk tot voorbeeld worden genomen. Ook Shang Tang, de stichter van de Shang-dynastie, kreeg deze voorbeeldfunctie.
Vier clans: Youchao · Suiren · Fuxi · Shennong 

Drie Verhevenen: Suiren · Fuxi · Taihao · Nüwa · Zhurong · Shennong · Yandi · Gonggong · Huang Di

Vijf Oerkeizers: Huang Di · Shaohao · Zhuanxu · Diku · Yao · Shun 

(Dizhi)

Drie Volmaakte Koningen: Yao · Shun · Yu